# سيدة مثقفة

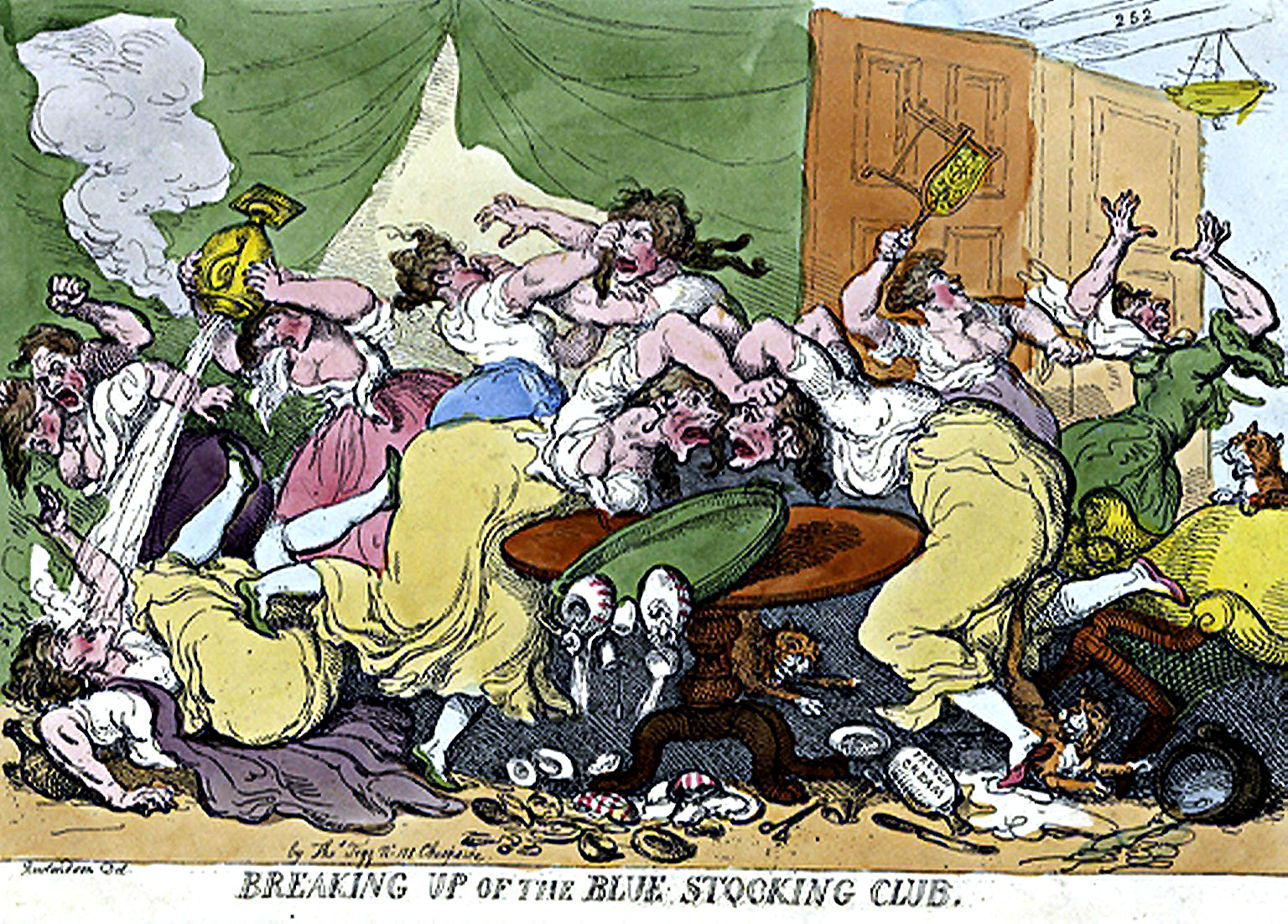
كاريكاتير السيدات المثقفات رسمه رولاندسون

البَرزَة أو المُثقَّفة أو ذات الجوارب الزرقاء أو السيدة المثقفة هي سيدة متعلمة ومفكرة. وفي الغالب، يشير هذا المصطلح إلى مجموعة محددة من النساء المفكرات في القرن الثامن عشر قادتهن المضيفة والناقدة إليزابيث مونتاجو (1720-1800)، والتي كان يطلق عليها اسم «أميرة المثقفات»، وتشتمل على إليزابيث فيسي (1715-91) وهيستر شابون (1727-1801) والمتخصصة في الدراسات الكلاسيكية إليزابيث كارتر (1717-1806). وفي الجيل التالي، ظهرت هيستر لينش بيوزي (1741-1821) وهنا مور (1745-1833) وفرانسيس بورني (1752-1840).
وحتى نهايات القرن الثامن عشر، كان المصطلح يشير إلى المثقفين من كلا الجنسين. ومع ذلك، تم تطبيقه بعد ذلك بشكل رئيسي على النساء المفكرات، وقد كان للمصطلح الفرنسي bas bleu دلالة مماثلة. وقد بدأ هذا المصطلح بعد ذلك في الإشارة إلى تداعيات سلبية، وفي بعض الحالات، كان يشار إلى تلك النساء بشكل نمطي على أنهن شخصيات «رثة». ويمكن أن تكون الإشارة إلى الجوارب النسائية الزرقاء قد نشأت من الوقت الذي كانت تعتبر فيه الجوارب النسائية المنسوجة من الصوف من بين الملابس غير الرسمية، مقارنة بالجوارب النسائية الحريرية سوداء اللون التي كانت تمثل أحدث صيحات الموضة. وبشكل غير محتشم، فإن معظم الإشارات من هذا القبيل كانت موجهة إلى رجل، وهو بينجامين إستيلينجفليت، الذي قيل إنه لا يرتدي الجوارب السوداء الرسمية، إلا أنه كان يشارك في جمعية الجوارب الزرقاء.

## معلومات تاريخية
أشار جون أموس كومينيوس إلى السيدات المثقفات في عام 1836، مستنكرًا كيفية استثناء النساء من التعليم العالي في العصور القديمة. كما يمكن أن يكون هذا الاسم يسري كذلك في القرن الخامس عشر على الجوارب الزرقاء التي كان يرتديها أعضاء كامباني ديلا كازا في فينيس، والتي تم بعد ذلك تبنيها في باريس ولندن. وفي القرن السابع عشر، كان يسري على المتعهدين في اسكتلندا، والذين كانوا يرتدون جوارب صوفية غير مبيضة، مقارنة بالجوارب المبيضة أو المصبوغة الخاصة بالأشخاص الأكثر غنى.
وقد كانت جمعية الجوارب الزرقاء عبارة عن جمعية أدبية كانت تقودها إليزابيث مونتاجو وغيرها في الخمسينيات من القرن الثامن عشر في إنجلترا. وقد تم تأسيس هذه الجمعية في البداية على يد النساء، وقد اشتملت على العديد من الشخصيات البارزة في المجتمع الإنجليزي، سواء من النساء أو من الرجال، بما في ذلك هاريت باودلار وإدموند بورك وسارة فيلدينغ وصامويل جونسون وإليزابيث مونتاجو وفرانسيس بولتيني. كما اشتهرت كذلك مسرحة M.P.، وهي مسرحية ظهرت في عام 1811 كتبها الكاب الأيرلندي توماس مور، باسم الجوارب الزرقاء (The Blue Stocking). وقد تضمنت شخصية السيدة باب بلو التي كانت تمثل محاكاة ساخرة للسيدات المثقفات.
وقد قال ويليام هازليت إن «السيدة المثقفة هي أكثر شخصية مكروهة في المجتمع... فهي تغرق أينما وضعت، مثل صفار البيض، إلى أسفل، حاملة القاذورات معها.»

## الاستخدام في العصر الحديث
يعد المصطلح الإنجليزي "The Bluestocking"، الذي يشير إلى «السيدة المثقفة»، هو الاسم الذي أطلق على حولية كلية ماري بالدوين، وهي كلية للنساء فقط بشكل تقليدي في ستاونتون، في فيرجينيا.
وفي اليابان، تم إصدار Seitō (Bluestocking) في عام 1911 تحت قيادة رايشو هيراتسوكا. وقد استمرت حتى عام 1916، حيث كانت توفر منفذًا إبداعيًا ومنصة سياسية لليابانيين المؤيدين لأفكار النسوية، حتما عندما واجهت احتجاجات من الشعب ورقابة من الحكومة.
وتصدر جامعة براون مجلة نسوية يطلق عليها اسم 

## كتابات أخرى
- Burns, William E. "Bluestockings 18th and 19th centuries" in Reader's Guide to British History (2003). online
- Demers, Patricia. The World of Hannah More (University of Kentucky Press, 1996)
- Eger, Elizabeth (2010). Bluestockings: women of reason from Enlightenment to Romanticism. Palgrave Macmillan. مؤرشف من الأصل في 2022-02-08.
- Myers, Sylvia Harcstark. The Bluestocking Circle: Women, Friendship and the Life of the Mind in Eighteenth-Century England (Oxford University Press, 19900)﷧
- Tinker, Chauncey Brewster (1915). The salon and English letters: chapters on the interrelations of literature and society in the age of Johnson. Macmillan. مؤرشف من الأصل في 2020-10-13. full text online